# Michael Webb
Michael Webb (nació el 3 de marzo de 1937) es un arquitecto y diseñador inglés. Fue miembro fundador del grupo Archigram.

## Infancia, educación y obra temprana
Webb nació en Henley-on-Thames en 1937, y estudió arquitectura en la Politécnica de Regent Street en Londres; un curso de 5 años que le tomó 17 años completar. Sin embargo, un proyecto que diseñó en el último año de sus estudios se encontró —a través de una serie de circunstancias extrañas— en una exposición (Visionary Architecture) en la MoMA de Nueva York en 1962. Posteriormente su tesis de diseño The Sin Palace, que fue rechazada más de una vez en su escuela de arquitectura, llegó a ser ampliamente publicada.

## Archigram
En 1963, se unió al grupo Archigram, un grupo de seis jóvenes arquitectos que se rebelaron contra lo que veían como una escena arquitectónica inglesa casi muerta. A través de una revista, el grupo producía imágenes coloreados de «una nueva arquitectura que se coloca junto a los cápsulas espaciales, estructuras inflables y estilos de vida diversos de una nueva generación». Durante once años, una exposición de los trabajos del grupo recorrió el mundo. Las obras de Archigram basaban su sesgo futurista en la obra del arquitecto italiano Antonio Sant'Elia. Richard Buckminster Fuller fue también una importante fuente de inspiración. Los trabajos de Archigram sirvieron, a su vez, como fuentes de inspiración de trabajos posteriores como el Centro Georges Pompidou, hecho en 1970 por Renzo Piano y Richard Rogers así como la obra de Gianfranco Franchini y Future Systems.

## Su obra posterior
Emigró a los Estados Unidos en 1965 para enseñar en Virginia Tech, y ha enseñado desde entonces en varias escuelas que incluyen: la Rhode Island School of Design, Columbia University, Barnard College, Cooper Union, University at Buffalo y a Princeton University. Además ha expuesto en Europa y en los Estados Unidos. Su última exposición por ejemplo se llama Two Journeys y se centra en dos temas principales: una línea de pensamiento que se inspiró por un artículo de Reyner Banham (A Home is not a House, 1965) y un estudio de proyección de perspectiva lineal.
Ha sido becado por el Consejo de Estado de Nueva York para las Artes y el New York Foundation for the Arts. Vive en las afueras de Millerton desde hace cuatro años, y afirmó que se ha retirado. Webb completó recientemente una beca de tres meses en el Centro Canadiense de Arquitectura en Montreal.